# Фомин, Геннадий Нилович
Геннадий Нилович Фомин (1914—2006) — советский учёный, архитектор, строитель, государственный и политический деятель. Доктор экономических и кандидат технических наук, профессор МИСИ.

## Биография
Родился 19 ноября 1914 году в селе Ирбейское Красноярского края. Окончил ОКФВА в 1938 году. Член КПСС с 1943 года. Окончил МИСИ в 1947 году.
С 1934 года — на хозяйственной, общественной и политической работе. До 1944 года — рабочий, инженер-строитель, начальник отдела капитального строительства Московского завода шлифовальных станков. В 1947—1954 годах — главный инженер и управляющий треста «Центростанкострой». В 1954—1958 годах — главный инженер треста «Высотстрой» и 2-го Общестроительного управления Главмосстроя. В 1958—1961 годах — заместитель начальника управления Главмоспромстройматериалов. В 1961—1963 годах — заместитель начальника Главного архитектурно-планировочного управления и главного архитектора Москвы. В 1963—1967 годах — начальник Главного архитектурно-планировочного управления города Москвы при Мосгорисполкоме. В 1967—1982 годах — председатель Государственного комитета по гражданскому строительству и архитектуре при Госстрое СССР и первый заместитель председателя Госстроя СССР.
С 1984 года — профессор МИСИ и МАРХИ.
Делегат XXIII, XXIV, XXV и XXVI съездов КПСС.
Почётный член Российской академии архитектуры и строительных наук. Автор около 80 научных трудов.
Член Союза архитекторов СССР с 1963 года. Член правления и член секретариата Союза архитекторов СССР. Член исполкома Московского городского совета. член Московского городского комитета КПСС.
Умер в Москве в 2006 году.

## Награды и звания
- Заслуженный строитель РСФСР[2]
- Заслуженный строитель Узбекской ССР[2]
- Орден Ленина[2]
- Орден Октябрьской Революции
- Орден Трудового Красного Знамени
- Орден «Знак Почёта»[7]
- Медаль «За оборону Москвы»[1]
- Медаль «За трудовую доблесть»[3]

## Сочинения
- Фомин, Геннадий Нилович. Градостроительство и архитектура: пробл. и пути совершенствования / Г. Н. Фомин. — Москва : Стройиздат, 1989. — 239, [4] с. : ил.
- Фомин, Геннадий Нилович. Основы экономической теории [Текст] : учебник для архитектурно-строительных вузов / Г. Н. Фомин. — Москва : Русская деловая лит., 1999. — 464 с. : ил.; 21 см;
- Фомин Геннадий Нилович. Основные направления перспективного развития сельских населенных мест / Г. Н. Фомин. — Москва : Центр науч.-техн. информации по гражд. строительству и архитектуре, 1970.
- Фомин, Геннадий Нилович. Архитектура oбщества развитoгo сoциализма [Текст] : становление, пробл. и пути совершенствования / Фомин Геннадий Нилович — М. : Стройиздат, 1986. — 106, [4] с. : ил.
- Жилищно-гражданское строительство и градостроительство Дании : Обзор /Центр науч.-техн. информ. по гражд. стр-ву и архитектуре; Сост. Г. Н. Фомин и др. — М. [б. и.] 1973—107 с. ил.
- Технология строительного производства и охрана труда : [учебник для архитектурных специальностей вузов] /[А. П. Коршунова, Н. Е. Муштаева, В. А. Николаев и др.]; под общ. ред. Г. Н. Фомина — Москва: Стройиздат, 1987—375 с. ил., табл.